# Попревич Віктор Михайлович
Попревич Віктор Михайлович (25 травня 1963, с. Нестерівці, Кам'янець-Подільський район, Хмельницька область — 17 грудня 2024) — суддя Приморського районного суду міста Одеси (2015-2023).

## Життєпис
Народився 25 травня 1963 року в с. Нестерівцях на Хмельниччині.
1992—2015 — суддя Київського районного суду Донецької області. З вересня 2012 року Вища рада юстиції підвищила  Попревича до заступника голови Київського районного суду Донецької області. У Донецьку жив у домі на вулиці Олімпійській, який прикрасив бюстами Сталіна та Леніна.
Протягом 2007—2014 років Попревич, всупереч закону, писав офіційні рішення російською мовою, а понад 2000 своїх рішень — не оприлюднив.
2015 року переведений з тимчасово окупованого росіянами Донецька до Одеси Того ж року НАЗК виявило недостовірні відомості у декларації Попревича.
2017 року претендував на посаду судді Верховного суду України, але вибув з конкурсу, бо не з'явився на складання анонімного письмового тестування.
2017 року, під час розгляду резонансної справи проти директора табору «Вікторія» Петроса Саркісяна. 2013 року в таборі у пожежі загинуло троє дітей. Попревич без участі прокурорів чи адвокатів оголосив про заставу в 128 тис. грн гривень для обвинуваченого.
2017 — Попревича притягнули до дисциплінарної відповідальності, коли він відмовив у накладенні адміністративного стягнення за ч. 1 ст. 130 Кодексу України про адміністративні правопорушення на Глуханчука О.В.
Попревич закрив без розслідування й вироку («у зв'язку з відсутністю події адміністративного правопорушення») резонансну справу щодо керування автомобілем напідпитку проти голови Одеського окружного адміністративного суду Олега Глуханчука.
У травні 2019 року Громадська рада доброчесності визнала Попревича суддею, який не відповідає критеріям доброчесності та професійної етики, таким, що «маніпулював обставинами чи законодавством» та «допускав недбале оформлення документів».
2020—2021 року Попревич розглядав справу щодо Пожежі в Одесі 4 грудня 2019 року.
23 лютого 2021 року Попревич виніс обвинувачувальний вирок, який викликав бурхливий протест в українському суспільстві. Він засудив активіста Сергія Стерненка та його соратника Руслана Демчука до 7 років позбавлення волі й конфіскації половини його власності.
31 жовтня 2023 року Вища рада правосуддя звільнила суддю Приморського суду Одеси Віктора Попревича у зв’язку з поданням ним заяви про відставку.

## Сім'я
- Дружина — Наталія Володимирівна Попревич[15][недоступне посилання]
- Син — Віталій Попревич (нар. 31.03.1988)
- Батько — Попревич Михайло Григорович (нар. 1930)